# Gare de Raon-l’Étape
Gare de Raon-l’Étape vasútállomás Franciaországban, Raon-l’Étape településen.

## Vasútvonalak
Az állomást az alábbi vasútvonalak érintik:
- Lunéville-Saint-Dié-vasútvonal

## Kapcsolódó állomások
A vasútállomáshoz az alábbi állomások vannak a legközelebb:
- Thiaville megállóhely
- Gare d’Étival-Clairefontaine